# Holandská aukce

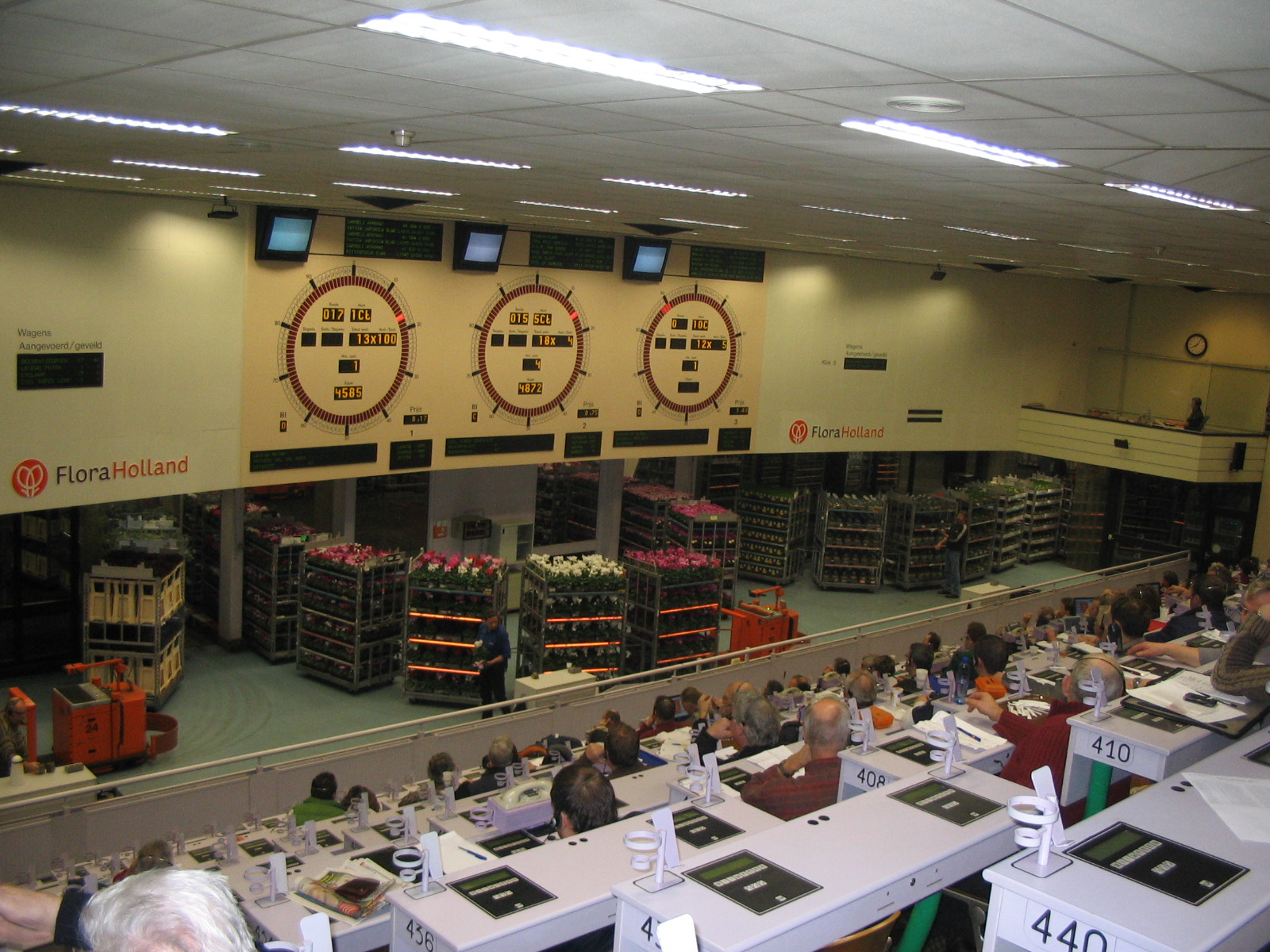
Květinová aukční síň FloraHolland – Bleiswijk (Nizozemsko)

Holandská aukce je zvláštní variace anglické aukce a je také známa jako „otevřená aukce s klesající cenou“. Jedná se o aukci, při níž je vyvolávací cena nejdříve cíleně nadhodnocena a poté je postupně snižována, dokud některý z účastníků cenu neakceptuje a tím si nabízené zboží za tuto cenu nekoupí. Nejtypičtějším příkladem použití holandské aukce jsou burzy květin, kterých se denně tímto způsobem prodávají desítky milionů a ročně tak generují obrat v řádech miliard eur.

## Historie

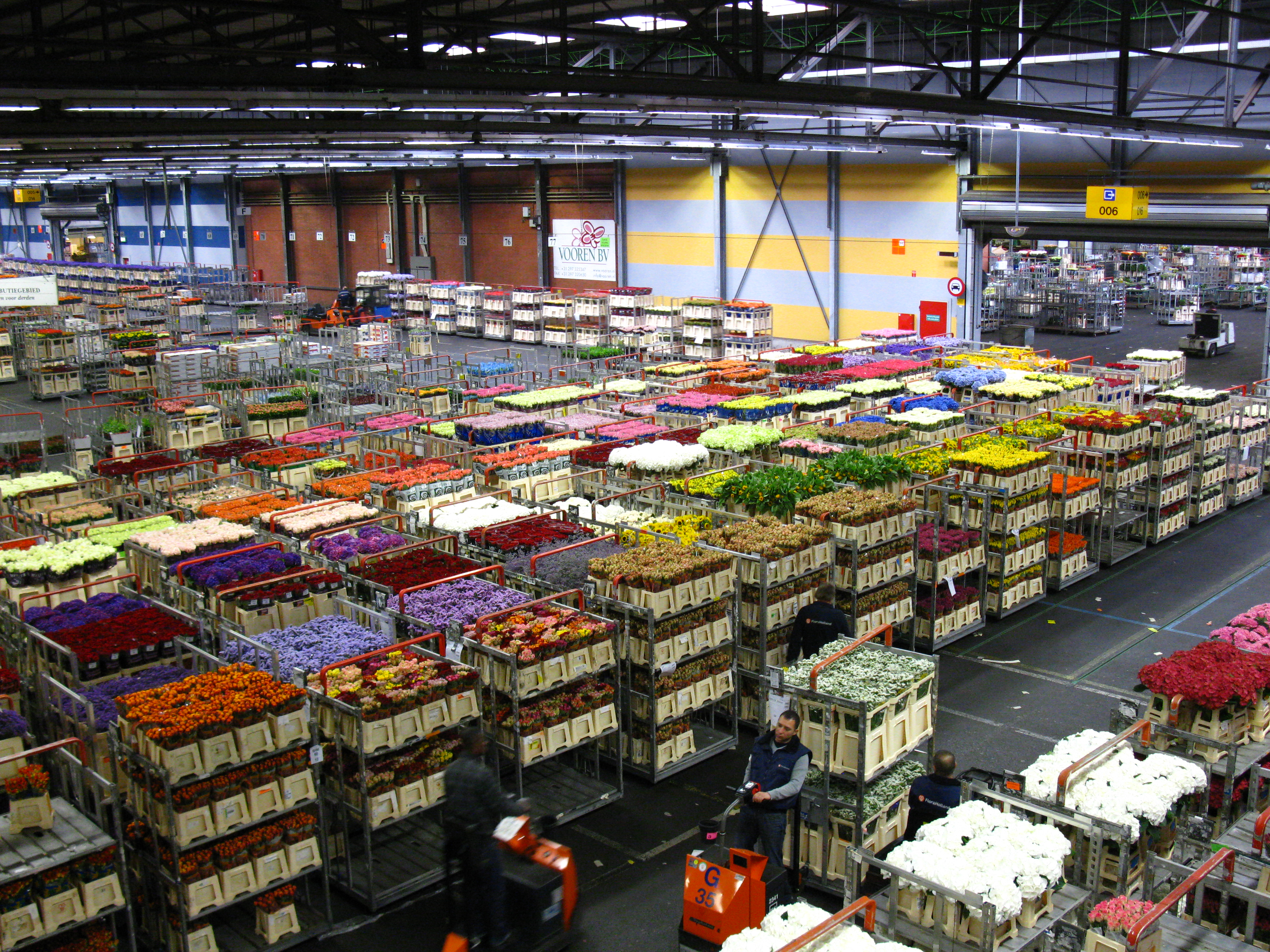
Sklad květin aukčního centra FloraHolland – Aalsmeer (Nizozemsko)

Holandská aukce byla poprvé použita v Nizozemí roku 1870 k prodeji květáku. Pěstitelé tím chtěli dosáhnout zvýšení prodejních cen oproti do té doby používané anglické formě aukce. Protože se holandská aukce prodejcům osvědčila, došlo k jejímu rozšíření a ještě v tomtéž desetiletí se začaly používat i speciální hodiny pro vizualizaci stavu klesání ceny, jež pomohly zrychlit realizaci obchodu. Podle země, odkud tento typ aukce pochází a kde i zdomácněl, dostala otevřená aukce s klesající cenou jméno holandská aukce.
Dnes je holandská aukce používána hlavně pro obchodování zboží podléhajícího zkáze, jako jsou například květiny, nebo pro prodej sedadel v letadlech, lístků na koncerty či místa v kontejnerech na zaoceánských lodích. Díky využití informačních technologií není v současnosti nutná fyzická přítomnost dražitelů na aukci, ale mohou se díky speciálnímu programovému vybavení zapojit přímo ze své kanceláře. Navíc s rozvojem internetového obchodování dochází i k řadě pokusů o aplikaci tohoto způsobu aukce na různých elektronických aukčních portálech a internetových obchodech, ovšem zatím se jedná jen o minoritní část ze všech realizovaných dražeb, v nichž převládá zejména anglická aukce.

## Princip aukce

Schéma poptávkové aukce – jeden prodávající, více kupujících

Na jednom místě, nejčastěji v aukční síni, se setkává nabídka s poptávkou v podobě prodávajících a nakupujících (dražitelů). Samotný proces dražby začíná představením nabízeného zboží dražitelům. Následně je oznámena vyvolávací cena. To je podobné, jako u anglické aukce, kde je vyvolávací cena výrazně nižší, než je očekávaná cena, za níž bude zboží vydraženo a dražitelé nabízí vyšší cenu za niž jsou ochotni koupit, dokud není cena na takové výši, že už není nikdo kdo by chtěl nabídnout víc. U holandské aukce je tento postup obrácen a vyvolávací cena je nastavena na tak vysokou hodnotu, u níž se dá s jistotou předpokládat, že ji nikdo z dražitelů nebude akceptovat. Následně je vyvolávací cena lineárně snižována, dokud první dražitel nedá najevo, že aktuální cenu akceptuje a tím si za ni dražené zboží kupuje. Okamžikem akceptace vyvolávací ceny je aukce ukončena.

## Výhody a rizika
Holandská aukce se pro vybrané druhy produktů ujala díky řadě předností jimiž překonává alternativní druhy aukcí. Naproti tomu ale obsahuje i nedostatky a z nich pramenící rizika pro něž není pro mnoho případů holandská aukce optimální.
Mezi zboží, které patří k těm, u kterých se holandská aukce ukázala jako vhodná, jsou při obchodování ve velkém objemu produkty krátké trvanlivosti, mezi které patří například květiny, ovoce a zelenina, nebo i v menším rozsahu prodej míst v letecké a námořní přepravě, někdy i vstupenky na vybrané kulturní akce.

### Stanovení ceny
Hlavním důvodem proč prodávající volí holandskou aukci je vyšší dosažená prodejní cena zboží. Ta bývá obdobná, jako u obálkové metody. Jde o to, že při obálkové metodě ani při holandské aukci nezná dražitel individuální preference ostatních dražitelů, ani množství dražitelů, kteří mají o zboží skutečný zájem. Rozdílem mezi holandskou aukcí a obálkovou metodou je zejména doba realizace. Holandská aukce probíhá nanejvýš několik minut a vznesena je jen nejvyšší nabídka, zatímco obálková metoda může trvat i měsíce a jsou během ní podány všechny nabídky v zapečetěných obálkách a vítězná je ta nejvyšší. Obálková metoda je proto optimální pro velké unikátní zboží, například veřejné zakázky, a holandská aukce je spíše pro zboží, jež je třeba prodat v krátké době.
Důsledkem neznalosti preferencí ostatních dražitelů je, že dražitel nabídne cenu, která se rovná jeho subjektivnímu ohodnocení hodnoty zboží, nanejvýš nechá cenu klesnout jen minimálně pod tuto hodnotu. Důvodem je rostoucí riziko, že produkt koupí s klesající cenou někdo jiný.
Máme-li kupříkladu zboží, o nějž mají zájem tři dražitelé, přičemž jejich individuální ohodnocení ceny zboží se rovná následujícímu:
- dražitel A – 80 Kč
- dražitel B – 60 Kč
- dražitel C – 30 Kč

Bude vydražená cena pro různé typy aukcí přibližně následující:
- Anglická aukce – 61 Kč (tedy druhá nejvyšší cena plus možný příplatek pro jeho přeplacení)
- Holandská aukce – 80 Kč (tedy nejvyšší subjektivní cena, maximálně ponížená do míry rizika, které je dražitel A ochoten nést)
- Obálková metoda – 80 Kč (jako v případě holandské aukce)
- Vickreyova aukce – 60 Kč (vyhraje dražitel A, ale zaplatí jen druhou nejvyšší nabídku dražitele B)

Tyto hodnoty ovšem platí v případě, že znalost preferencí ostatních dražitelů je nulová, v reálném světě je ovlivněna známými informacemi, jako například vítězná cena nedávno prodaného obdobného zboží.

### Rychlost

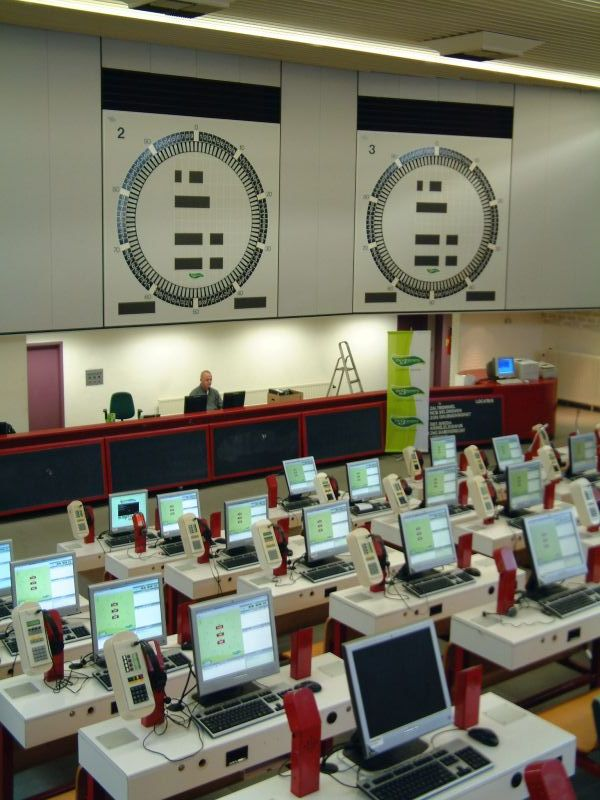
Aukční síň The Greenery specializovaná na ovoce a zeleninu – Breba (Nizozemsko)

Rychlost aukce je stěžejní především pro kupující a nároky na ni jsou dány také množstvím draženého zboží a četnosti dražeb. Například aukční síň Sotheby's, která používá pro dražbu uměleckých děl anglickou aukci realizovala v květnu 2011 celkem 15 aukcí v jednotkách dražených kusů po celém světě. Naproti tomu například květinová aukční síň Rijnsburg realizovala za rok 2009 holandské aukce ve 246 dnech a průměrně za den dražila 19 722 položek.
Takové množství umožňuje zejména využití dražebních hodin, které vizualizují klesání ceny právě dražené položky. Doba jedné dražby je tak jednoznačně omezena maximálním časem a je velmi krátká vlivem rychlosti klesání ceny. Dražba jedné položky tak netrvá déle než minutu. Konkrétně v Rijnsburgu jsou v jediné tamní aukční síni celkem 4 paralelně běžící hodiny.

### Logistika
V případě dražeb zboží podléhajícího zkáze je toto zboží třeba bez prodlení dopravit od producenta k zákazníkovi. Z toho důvodu probíhají holandské aukce s tímto druhem zboží buď přímo v oblastech, kde probíhá produkce nebo v logisticky dostupných lokalitách, tedy v blízkosti letišť a s kvalitní dopravní infrastrukturou. Obvykle je žádoucí, aby se zboží přepravilo, prodalo a dopravilo do maloobchodu k zákazníkovi během 48 hodin od sklizení a to mnohdy i na druhou stranu světa. Příkladem může být květina vypěstovaná v Keni, sklizená prvního dne dopoledne, do 22:00 téhož dne dopravená do aukční síně v Nizozemí, kde je do 4:30 ráno druhého dne skladována v chlazeném skladu a poté přepravena ke kontrole a ukázce dražitelům. Aukce začíná v 6:30, kdy jsou květiny dovezeny do aukční síně s hodinami, vydraženy a označeny značkou kupujícího a do 19:10 jsou naloženy do letadla, jímž se dostanou do 20:10 místního času do New Yorku. 48 hodin od sklizení se tak květiny dostanou od pěstitele v Keni k zákazníkovi ve Spojených státech.

### Prezentace produktu
Mezi největší náklady spojené s holandskou aukcí patří dočasné skladování zboží v přilehlých skladech. Často jsou tyto sklady velmi rozlehlé. Například květinová burza v Aalsmeeru disponuje plochou 1 287 813 m² chlazených skladů. Dražitelé tak musí pro prohlížení nabízených produktů používat elektrická vozítka.

## Použití
Nejznámějším použitím holandské aukce je holandská květinová burza. Dominantní postavení v dražbách květin má společnost FloraHolland. Ta má 6 aukčních center s celkem 39 hodinami. 3 centra slouží pro domácí pěstitele a další 3 pro mezinárodní obchod. Každý den je touto společností realizováno 125 000 aukčních transakcí, což představuje 12 miliard řezaných květin a půl milionu rostlin za rok.
Největšími dovozci květin na tyto aukce jsou Keňa, Etiopie, Izrael, Belgie a Ekvádor. Největšími odběrateli pak jsou Německo, Velká británie, Francie, Itálie a Belgie. Rovněž Spojené státy americké jsou podstatným odběratelem s ročním odběrem ve výši 61 milionů eur.
V České republice je holandská aukce využívána k prodeji například na e-shopu Unimoda, kde se 'draží' oblečení s klesající cenou a první, kdo danou cenu přijme (na způsob příhozu), vyhrává. Obdobně je tomu tak např. na e-shopu KOLA Z HOLANDSKA. Princip holandské aukce využívá i internetový antikvariát Knihobot.